# Totka Petrowa
Totka Petrowa (bulgarisch Тотка Петрова, engl. Transkription Totka Petrova; * 17. Dezember 1956 in Jambol) ist eine ehemalige bulgarische Mittelstreckenläuferin.
1977 gewann sie über 800 Meter Silber bei den Halleneuropameisterschaften in San Sebastián und siegte bei der Universiade sowohl über 800 Meter wie auch über 1500 Meter und beim Weltcup in Düsseldorf über 800 Meter.
1978 folgte eine weitere Silbermedaille bei den Halleneuropameisterschaften in Mailand. Im Sommer holte sie bei den Europameisterschaften in Prag Bronze über 1500 Meter und wurde Vierte über 800 Meter.
Beim Weltcup 1979 in Montreal kam sie über 1500 Meter als Erste ins Ziel, wurde aber disqualifiziert, als sich herausstellte, dass sie kurz zuvor bei den Balkanspielen positiv auf anabole Steroide getestet worden war.
Die resultierende Sperre wegen dieses Verstoßes gegen die Dopingbestimmungen wurde von 18 auf acht Monate reduziert, so dass sie bei den Olympischen Spielen 1980 in Moskau starten konnte. Sie schied jedoch über 800 Meter im Halbfinale und über 1500 Meter im Vorlauf aus.
Auch bei den Weltmeisterschaften 1983 in Helsinki scheiterte sie über 1500 Meter im Vorlauf und über 800 Meter im Halbfinale.
Dreimal wurde sie bulgarische Meisterin über 800 Meter (1977, 1978, 1983), dreimal über 1500 Meter (1977, 1979, 1983) und einmal über 400 Meter (1978). Nationale Titel in der Halle holte sie 1977 und 1978 über 800 Meter sowie 1983 über 1500 Meter.

## Persönliche Bestzeiten
- 400 m: 51,82 s, 19. August 1978, Sofia
- 800 m: 1:56,2 min, 6. Juli 1979, Paris
  - Halle: 2:01,17 min, 13. März 1977, San Sebastián
- 1000 m: 2:33,0 min, 13. August 1978, Sofia
  - Halle: 2:40,45 min, 7. Februar 1982, Sofia
- 1500 m: 3:57,4 min, 11. August 1979, Athen
  - Halle: 4:09,72 min, 20. Februar 1982, Sofia